# Xenospingus concolor
Xenospingus concolor là một loài chim trong họ Thraupidae.